# Cykose
|  | Denne artikel er oprettet af botten Steenthbot ud fra en ekstern database. Den kan derfor have sproglige fejl eller mangler. Denne skabelon kan fjernes efter kontrol af indholdet. |

Cykose er en dansk spillefilm fra 2024 instrueret af Kari Vidø.